# Liberação de Paris

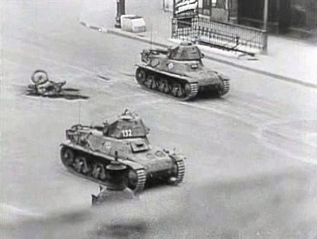
Tanques de guerra alemães em combate nas ruas de Paris, 1944

A liberação (português brasileiro) ou libertação (português europeu) de Paris (também conhecida como Batalha por Paris) começou no dia 19 de agosto e encerrou com a rendição da última guarnição presente na cidade, em 25 de agosto de 1944. A capital da França era administrada pela Alemanha Nazista desde a assinatura do armistício de 22 de junho de 1940.
A libertação começou quando as Forças Francesas do Interior – a estrutura militar da Resistência Francesa – encenaram um levante contra a guarnição alemã com a aproximação do Terceiro Exército dos Estados Unidos, liderado pelo general George S. Patton. Na noite de 24 de agosto, elementos da 2ª Divisão Blindada Francesa do general Philippe Leclerc entraram em Paris e chegaram ao Hôtel de Ville pouco antes da meia-noite. Na manhã seguinte, 25 de agosto, a maior parte da 2ª Divisão Blindada e da 4ª Divisão de Infantaria dos Estados Unidos e outras unidades aliadas entraram na cidade. Dietrich von Choltitz, comandante da guarnição alemã e governador militar de Paris, rendeu-se aos franceses no Hôtel Le Meurice, o recém-criado quartel-general francês. O general Charles de Gaulle do exército francês chegou para assumir o controle da cidade como chefe do Governo Provisório da República Francesa.

## Contexto
Os Aliados progrediam em direção ao leste enquanto os generais americanos Dwight D. Eisenhower e Bradley, engajados no combate na batalha de Falaise, planejam contornar Paris para não desacelerar sua progressão, em particular no nível logístico - a libertação de 4 milhões de parisienses geraria a necessidade de 4 000 toneladas de comida por dia. O general Bradley escreve em suas memórias sobre a capital francesa: 
A cidade não tinha mais nenhum significado tático. Apesar de sua glória histórica, Paris era apenas uma mancha de tinta em nossos mapas; tivemos que evitá-lo em nossa marcha em direção ao Reno.
 As previsões da Operação Overlord visavam principalmente a área do Ruhr, onde a indústria pesada alemã estava concentrada, com a liberação de Paris planejada para o final de outubro. A administração planejada pelos Chefes de Estado-Maior americanos foi aprovada pelo presidente dos Estados Unidos, Franklin Roosevelt, mas sofreu oposição de Eisenhower. No entanto, De Gaulle, ao saber que a Resistência Francesa se tinha levantado contra os ocupantes alemães e não querendo permitir que os seus compatriotas fossem massacrados como estava a acontecer com a Resistência Polaca durante a Revolta de Varsóvia, solicitou um ataque frontal imediato. Ele ameaçou destacar a 2ª Divisão Blindada Francesa (2e DB) e ordenar que atacasse sozinha as forças alemãs em Paris e contornasse a cadeia de comando do SHAEF se Eisenhower atrasasse indevidamente a aprovação. 

## Filmografia
- La Libération de Paris (1944)
- Is Paris Burning? (1966)

## Principais envolvidos

### Resistência
- Georges Bidault
- Jacques Chaban-Delmas
- Marguerite Duras
- Léo Hamon
- Marie-Hélène Lefaucheux
- Henri Rol-Tanguy
- Alexandre Parodi
- Edgar Pisani
- Pierre Villon

### 2ª Divisão Blindada
- Pierre Billotte
- Claude Dauphin
- Louis Dio
- Raymond Dronne
- Jean Gabin
- Philippe Leclerc de Hauteclocque
- Jean Marais
- Jean Nohain
- Amado Granell

### França Livre
- Charles de Gaulle
- Pierre-Marie Koenig

### Guarnição de Paris
- Dietrich von Choltitz — Governador de Paris